# Breviceps acutirostris
Espèce
Statut de conservation UICN

 LC  : Préoccupation mineure
Breviceps acutirostris est une espèce d'amphibiens de la famille des Brevicipitidae.

## Répartition
Cette espèce est endémique du Sud-Ouest du Cap-Occidental en Afrique du Sud. Elle se rencontre jusqu'à 1 600 m d'altitude des Hottentots-Holland aux Langeberg.

## Description
Breviceps acutirostris a un corps trapu et des membres courts.

## Publication originale
- Poynton, 1963 : Descriptions of southern African amphibians. Annals of the Natal Museum, vol. 15, p. 319-332 (texte intégral).